# 史珥 (康熙進士)
史珥，字彤右，清朝政治人物。山西武鄉縣人。进士出身。

## 生平
康熙十四年（1675年）乙卯科山西乡试解元。康熙十五年，登进士，选翰林院庶吉士，后授翰林院编修，著有《晋城草》、《潞游诗草》。